# محمد بن سعد نخجوانی ساوجی
ابوالمحاسن محمد بن سعد بن محمد نخجوانی ساوجی خوش‌نویس، مترجم و شاعر سده هشتم است. از او چندین نسخه خطی نفیس به‌جا مانده است، که خود برگردان پارسی کتاب‌های مهم و پرآوازه آن روزگار اند. نمونه را در پایان برگردان پارسی مسالک و الممالک اصطخری که به سال ۷۲۶ کتابت شده، نوشته است، «تمام شد ترجمه کتاب به پیروزی روز آدینه، چهارم محرم المیمون سنه ست‌وعشرین‌وسبعمائة علی یدی العبد ... ابی‌المحاسن محمد بن سعد بن محمد نخجوانی المعرف بابن ساوجی ... بمدینة اصفهان» یا در پایان نسخه‌ای از اسامی فی الاسامی ابوالفضل احمد میدانی نوشته شده است «ابی‌المحاسن محمد بن سعد بن محمد یعرف ابن الساوجی ... سنه احدی‌عشروسبعمائة بسلطانیه»

رقم نسخه خطی مسالک و ممالک ابواسحاق ابراهیم اصطخری، به خط محمد بن سعد نخجوانی ساوجی

## آثار
- ترجمه مسالک و الممالک اصطخری
- دره المعالی فی ترجمه نثر اللئالی، که ترجمه‌ای منظوم است.
- ترجمه حسین بن محمد حسینی علوی آوی، از فرمان مالک اشتر، به خط ابن ساوجی [۲]